# Слотвіни (Люблінське воєводство)
Слотвіни (пол. Słotwiny) — село в Польщі, у гміні Карчміська Опольського повіту Люблінського воєводства.
Населення — 524 особи (2011).
У 1975-1998 роках село належало до Люблінського воєводства.

## Демографія
Демографічна структура станом на 31 березня 2011 року:
|          | Загалом | Допрацездатний вік | Працездатний вік | Постпрацездатний вік |
| -------- | ------- | ------------------ | ---------------- | -------------------- |
| Чоловіки | 249     | 54                 | 167              | 28                   |
| Жінки    | 275     | 53                 | 156              | 66                   |
| Разом    | 524     | 107                | 323              | 94                   |